# Reddighausen
Reddighausen ist ein Stadtteil von Hatzfeld im nordhessischen Landkreis Waldeck-Frankenberg.

## Geographische Lage
Reddighausen liegt etwa 3,3 km nordöstlich des Hatzfelder Kernorts an der Eder. Es ist umrahmt von bewaldeten Bergen des Ederberglandes und befindet sich auf etwa 320 m Höhe. Ederaufwärts liegt der Hatzfelder Ortsteil Holzhausen und flussabwärts der Battenberger Ortsteil Dodenau.

## Geschichte

### Ortsgeschichte
Die erste urkundliche Erwähnung geht auf das Jahr 1278 als Redinchusen zurück. Vorher nahm man das 1286 genannte Redenkusen als Ersterwähnung an. Um 1400 gehört der Ort zum Amt Battenberg.
Die Statistisch-topographisch-historische Beschreibung des Großherzogthums Hessen berichtet 1830 über Reddighausen:

„Reddighausen (L. Bez. Battenberg) evangel. Filialdorf; liegt 1 St. von Battenberg, hat 60 Häuser und 408 Einwohner, die alle evangelisch sind. Der größte Theil der Einwohner besteht aus Bauern. Reddighausen kommt in frühern Zeiten unter dem Namen Rendelhusen vor.“

Zum 1. Januar 1974 wurde die bis dahin eigenständige Gemeinde Reddighausen im Zuge der Gebietsreform in Hessen kraft Landesgesetz in die Stadt Hatzfeld (Eder) eingegliedert.  Für Reddighausen wurde wie für die übrigen Stadtteile ein Ortsbezirk mit Ortsbeirat und Ortsvorsteher gebildet.

### Verwaltungsgeschichte im Überblick
Die folgende Liste zeigt die Staaten und Verwaltungseinheiten, denen Reddighausen angehört(e):
- um 1400 und später: Heiliges Römisches Reich, Kurfürstentum Mainz, Amt Battenberg (Rechte und Gericht zeitweise verpfändet oder als Lehen vergeben)
- ab 1464: Heiliges Römisches Reich, Landgrafschaft Hessen, Amt Battenberg
- ab 1567: Heiliges Römisches Reich, Landgrafschaft Hessen-Marburg, Amt Battenberg[9]
- 1604–1648: strittig zwischen Hessen-Kassel und Hessen-Darmstadt (Hessenkrieg)
- ab 1604: Heiliges Römisches Reich, Landgrafschaft Hessen-Kassel, Amt Battenberg
- ab 1627: Heiliges Römisches Reich, Landgrafschaft Hessen-Darmstadt, Oberfürstentum Hessen, Amt Battenberg[10]
- ab 1806: Großherzogtum Hessen,[Anm. 2] Fürstentum Oberhessen, Amt Battenberg[11]
- ab 1815: Großherzogtum Hessen, Provinz Oberhessen, Amt Battenberg
- ab 1821: Großherzogtum Hessen, Provinz Oberhessen, Landratsbezirk Battenberg[Anm. 3]
- ab 1832: Großherzogtum Hessen, Provinz Oberhessen, Kreis Biedenkopf
- ab 1848: Großherzogtum Hessen, Regierungsbezirk Biedenkopf
- ab 1852: Großherzogtum Hessen, Provinz Oberhessen, Kreis Biedenkopf
- ab 1867: Königreich Preußen,[Anm. 4] Provinz Hessen-Nassau, Regierungsbezirk Wiesbaden, Kreis Biedenkopf (übergangsweise Hinterlandkreis)[10]
- ab 1871: Deutsches Reich, Königreich Preußen, Provinz Hessen-Nassau, Regierungsbezirk Wiesbaden, Kreis Biedenkopf
- ab 1918: Deutsches Reich, Freistaat Preußen, Provinz Hessen-Nassau, Regierungsbezirk Wiesbaden, Kreis Biedenkopf
- ab 1932: Deutsches Reich, Freistaat Preußen, Provinz Hessen-Nassau, Regierungsbezirk Kassel, Landkreis Frankenberg
- ab 1933: Deutsches Reich, Freistaat Preußen, Provinz Hessen-Nassau, Regierungsbezirk Kassel, Landkreis Frankenberg
- ab 1944: Deutsches Reich, Freistaat Preußen, Provinz Kurhessen, Landkreis Frankenberg
- ab 1945: Deutsches Reich, Amerikanische Besatzungszone,[Anm. 5] Groß-Hessen, Regierungsbezirk Kassel, Landkreis Frankenberg
- ab 1946: Deutsches Reich, Amerikanische Besatzungszone, Hessen, Regierungsbezirk Kassel, Landkreis Frankenberg
- ab 1949: Bundesrepublik Deutschland, Hessen, Regierungsbezirk Kassel, Landkreis Frankenberg
- ab 1974: Bundesrepublik Deutschland, Hessen, Regierungsbezirk Kassel, Landkreis Waldeck-Frankenberg, Stadt Hatzfeld

### Einwohnerentwicklung
| • 1502: | 006 Männer               |
| • 1577: | 025 Hausgesesse          |
| • 1712: | 031 Haushaltungen        |
| • 1791: | 298 Einwohner            |
| • 1800: | 312 Einwohner            |
| • 1806: | 369 Einwohner, 50 Häuser |
| • 1829: | 408 Einwohner, 60 Häuser |

| Reddighausen: Einwohnerzahlen von 1791 bis 2019 | Reddighausen: Einwohnerzahlen von 1791 bis 2019 | Reddighausen: Einwohnerzahlen von 1791 bis 2019 | Reddighausen: Einwohnerzahlen von 1791 bis 2019 | Reddighausen: Einwohnerzahlen von 1791 bis 2019 |
| --- | ----------------------------------------------- | ----------------------------------------------- | ----------------------------------------------- | ----------------------------------------------- |
| Jahr |                                                 |                                                 |                                                 | Einwohner                                       |
| 1791 | 1791                                            |                                                 | 298                                             | 298                                             |
| 1800 | 1800                                            |                                                 | 312                                             | 312                                             |
| 1806 | 1806                                            |                                                 | 369                                             | 369                                             |
| 1829 | 1829                                            |                                                 | 408                                             | 408                                             |
| 1834 | 1834                                            |                                                 | 453                                             | 453                                             |
| 1840 | 1840                                            |                                                 | 474                                             | 474                                             |
| 1846 | 1846                                            |                                                 | 506                                             | 506                                             |
| 1852 | 1852                                            |                                                 | 550                                             | 550                                             |
| 1858 | 1858                                            |                                                 | 560                                             | 560                                             |
| 1864 | 1864                                            |                                                 | 508                                             | 508                                             |
| 1871 | 1871                                            |                                                 | 463                                             | 463                                             |
| 1875 | 1875                                            |                                                 | 435                                             | 435                                             |
| 1885 | 1885                                            |                                                 | 459                                             | 459                                             |
| 1895 | 1895                                            |                                                 | 449                                             | 449                                             |
| 1905 | 1905                                            |                                                 | 434                                             | 434                                             |
| 1910 | 1910                                            |                                                 | 455                                             | 455                                             |
| 1925 | 1925                                            |                                                 | 522                                             | 522                                             |
| 1939 | 1939                                            |                                                 | 549                                             | 549                                             |
| 1946 | 1946                                            |                                                 | 822                                             | 822                                             |
| 1950 | 1950                                            |                                                 | 848                                             | 848                                             |
| 1956 | 1956                                            |                                                 | 780                                             | 780                                             |
| 1961 | 1961                                            |                                                 | 786                                             | 786                                             |
| 1967 | 1967                                            |                                                 | 793                                             | 793                                             |
| 1980 | 1980                                            |                                                 | ?                                               | ?                                               |
| 1990 | 1990                                            |                                                 | ?                                               | ?                                               |
| 2000 | 2000                                            |                                                 | ?                                               | ?                                               |
| 2011 | 2011                                            |                                                 | 763                                             | 763                                             |
| 2015 | 2015                                            |                                                 | 810                                             | 810                                             |
| 2019 | 2019                                            |                                                 | 807                                             | 807                                             |
| Datenquelle: Historisches Gemeindeverzeichnis für Hessen: Die Bevölkerung der Gemeinden 1834 bis 1967. Wiesbaden: Hessisches Statistisches Landesamt, 1968. Weitere Quellen: ; Stadt Hatzfeld (Webarchiv):2015, 2019:; Zensus 2011 |                                                 |                                                 |                                                 |                                                 |

### Historische Religionszugehörigkeit
| • 1829: | 408 evangelische (= 100 %) Einwohner                               |
| • 1885: | 457 evangelische (= 99,56 %), 2 katholische (= 0,44 %) Einwohner   |
| • 1961: | 692 evangelische (= 88,04 %), 85 katholische (= 10,81 %) Einwohner |

## Tourismus
Der Fremdenverkehr spielt in Reddighausen eine bedeutende Rolle. Der Ort ist ein staatlich anerkannter Erholungsort und besitzt ein umfangreiches Netz von Wanderwegen. 2012 wurde nahe Reddighausen der 186 km lange Ederradweg von der Ederquelle bis Edersee fertiggestellt.
Ein kombinierter Waldlehr- und Vogelschutzpfad besteht in der Gemarkung der nahe gelegenen Stadt Hatzfeld. In der Nähe befindet sich das Wintersportzentrum Sackpfeife, wo sich auch eine Sommerrodelbahn befindet.
In Reddighausen wird in regelmäßigen Abständen für Motorradfahrer das "Euro-Gespann-Treffen" ausgerichtet.

## Verkehr
Der Bahnhof Reddighausen und der Haltepunkt Reddighäuser Hammer lag an der Bahnstrecke Bad Berleburg–Allendorf, welche stillgelegt ist.